# Claudine de Culam
Claudine de Culam (d.C 1601), era uma garota de dezesseis anos de idade, que foi julgada e enforcada por um ato de bestialidade com um cão em Rognon, França.
O juiz nomeou um júri feminino, a fim de julgar a menina.Durante o julgamento a mãe de Claudine afirmou que a sua filha era inocente em tudo e por isso não poderia ter feito tal ato, e que tudo não passava de uma armação, o juiz então decidiu pedir para que a jovem Claudine fosse examinada por um grupo de mulheres para poder elucidar o caso. As mulheres despiram Claudine para analisar a presença de marcas que pudessem provar ou não a consumação do crime, enquanto estava despida o cão tentou montar nela e ter conjunção carnal, tendo as mulheres que analisavam Claudine ter que separar o cão dela. Com base nesta evidência de que o cão e a jovem já haviam tido relações anteriores Claudine se declarou culpada, a jovem e o cão foram enforcados até a morte, seus corpos queimados e suas cinzas dispersas para  "que nada restasse para lembrar a humanidade de seus atos monstruosos.''